# Oberwaldhaus

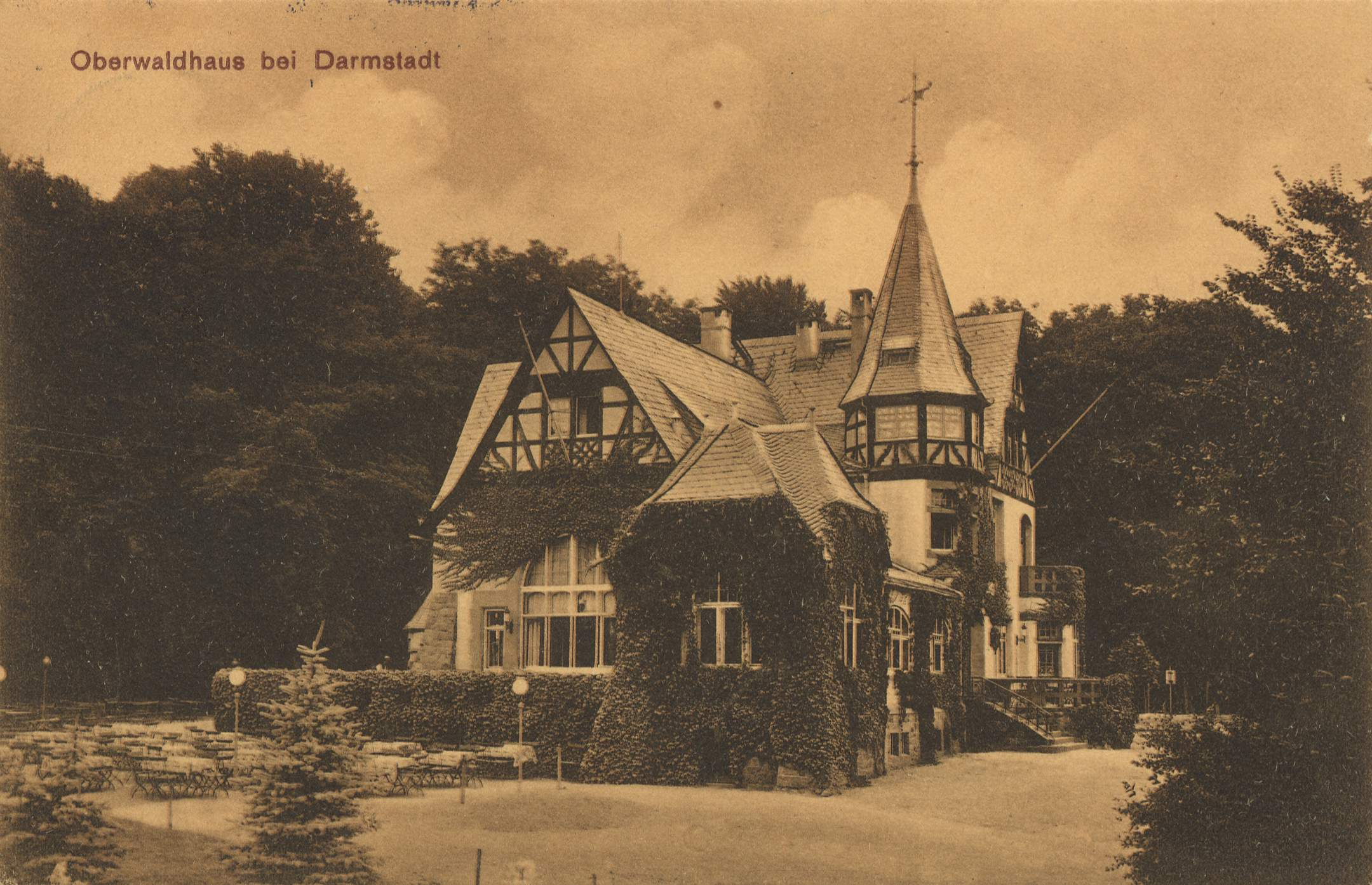
Oberwaldhaus 1913

Das Oberwaldhaus ist ein denkmalgeschützter Gasthof im Oberwald bei Darmstadt.

## Geschichte und Beschreibung
Das Oberwaldhaus liegt am Steinbrücker Teich und wurde im Jahre 1901 nach Plänen der Architekten Franz Frenay und Johann Kling erbaut.
Das Ausflugslokal gehört stilistisch zum Historismus mit Anklängen und Details des heimatlichen Baustils.
Bemerkenswerte Details sind:
- Sandsteinsockel
- Sandsteingewände
- Zierfachwerk im Giebel und am Turm
- die offene Halle im Inneren des Gebäudes; mit der sichtbaren Tragkonstruktion, Knaggen und dem Sprengwerk
- schiefergedecktes Satteldach

Das Dach und der Innenausbau wurden bei einem Brand im Jahre 1991 zerstört.
Nach dem Brand wurde das Bauwerk originalgetreu rekonstruiert.
Vom 12. Mai 1926 bis zur Betriebseinstellung am 22. August 1970 war das Oberwaldhaus an das elektrische Straßenbahnnetz angeschlossen.

## Denkmalschutz
Aus architektonischen und stadtgeschichtlichen Gründen ist das Bauwerk ein Kulturdenkmal.